# Vattholma västra
Vattholma västra är en tätort  i Lena socken i Uppsala kommun, belägen 20 kilometer norr om Uppsala och fem kilometer norr om Storvreta. Vid SCB:s avgränsning 2023 klassades området som en separat tätort efter att före dess ingått i tätorten  Vattholma.